# Dodonaea hackettiana
Dodonaea hackettiana là một loài thực vật có hoa trong họ Bồ hòn. Loài này được W.Fitzg. mô tả khoa học đầu tiên năm 1905.